# Bertrand de Fénelon
Pour les articles homonymes, voir Fénelon (homonymie) et Salignac.
Le comte Bertrand Alfred Marie de Salignac-Fénelon (né le 17 avril 1878 à Paris VIIIe et tombé au champ d'honneur le 17 décembre 1914 à Mametz) est un diplomate français qui fut un ami proche de Marcel Proust.

## Biographie

### Famille
Bertrand de Fénelon est le fils cadet de Léon Armand Anatole de Salignac-Fénelon, ministre plénipotentiaire (1839-1914) et de son épouse, née Marguerite Deschamps (1855-1936). Il a deux sœurs, Marie-Louise (1879-1960) et Françoise. 

### Jeunesse
C'est un beau jeune homme blond aux yeux bleus (comme Robert de Saint-Loup, un personnage de l’œuvre de Marcel Proust À la recherche du temps perdu) qui fait la connaissance de Proust à l'automne 1901 par l'intermédiaire du prince Antoine Bibesco. Proust, Bibesco et Fénelon forment un trio signataire d'un pacte d'amitié secret, selon lequel chacun doit tout raconter aux autres signataires de ce qui se dit sur eux.
En 1901, l'actrice Louisa de Mornand entretient une relation avec Bertrand de Fénelon.
Bertrand de Fénelon est moqué pour son avarice, mais il est fort aimé de ses proches, et l'on songe même à le fiancer à Simone, la fille de Gaston Arman de Caillavet. En fait le jeune homme verse autour de 1908 dans le « bimétallisme. » C'est un homme franc, aux idées de gauche, anticlérical et partisan d'Émile Combes.
L'affection de Proust, qui ne peut être satisfaite de Bibesco, fantasque et grand amateur de femmes, se porte sur Fénelon, plus secret, à partir de l'été 1902. L'écrivain alité la plupart du temps se sert de Bibesco comme intermédiaire pour avoir des nouvelles de Fénelon. Il le prend comme modèle pour certains traits de Saint-Loup, ainsi lorsque le jeune homme, faisant fi du qu'en-dira-t-on, marche sur les banquettes du restaurant Larue pour aller chercher le manteau de Proust, épisode amical qu'il n'oubliera jamais. Proust retranscrit cette preuve d'amitié dans À la recherche du temps perdu.
Fénelon l'accompagne en voyage à Amboise, puis en Belgique et aux Pays-Bas en automne 1902. Proust est miné par l'inquiétude, car il ne peut avouer ses sentiments à son ami, qui lui-même n'est pas encore au fait de ses propres penchants. 

### Carrière diplomatique
Bertrand de Fénelon entre dans la diplomatie (comme Robert de Billy, autre ami de Proust, mais plus âgé que Fénelon). Il est nommé attaché d'ambassade à Constantinople, où il part en décembre 1902. Proust le revoit pendant un congé en 1904, puis épisodiquement par la suite, notamment en 1910.
Proust n'apprend la mort du sous-lieutenant Fénelon, au 236e régiment d'infanterie, qu'en mars 1915. Il écrit à ce sujet des lettres fort émouvantes à son entourage.
La plupart de la correspondance de Proust et de Fénelon a été détruite par sa famille.
Son corps n'a jamais été retrouvé. Une plaque à sa mémoire se trouve dans la chapelle familiale au cimetière ancien de Neuilly-sur-Seine.

## Poésie
Proust lui a dédié un poème :

« Eusses-tu la valeur dont s'illustre Enguerrand

La Toison de Colchos ou les arts de Médée

Ne crois pas que par toi soit jamais possédée

La rare amitié du vicomte Bertrand.

Son charme, dit Antoine, est délicat et grand

Blum est du même avis et c'est aussi l'idée

Du rongeur taciturne à l'âme si bridée

Que l'esprit paternel à sa bouche surprend.

Nul eût-il nom Lorris, Jouvenel, Hahn ou Vite

Casqué d'or héraldique ou ceint de la lévite

Ne charme son esprit inutilement beau

Mais prodige charmant, où l'être se révèle

En chaque esprit ardent, le sien comme un flambeau

Allume et fait briller une flamme nouvelle. »

## Notes et références

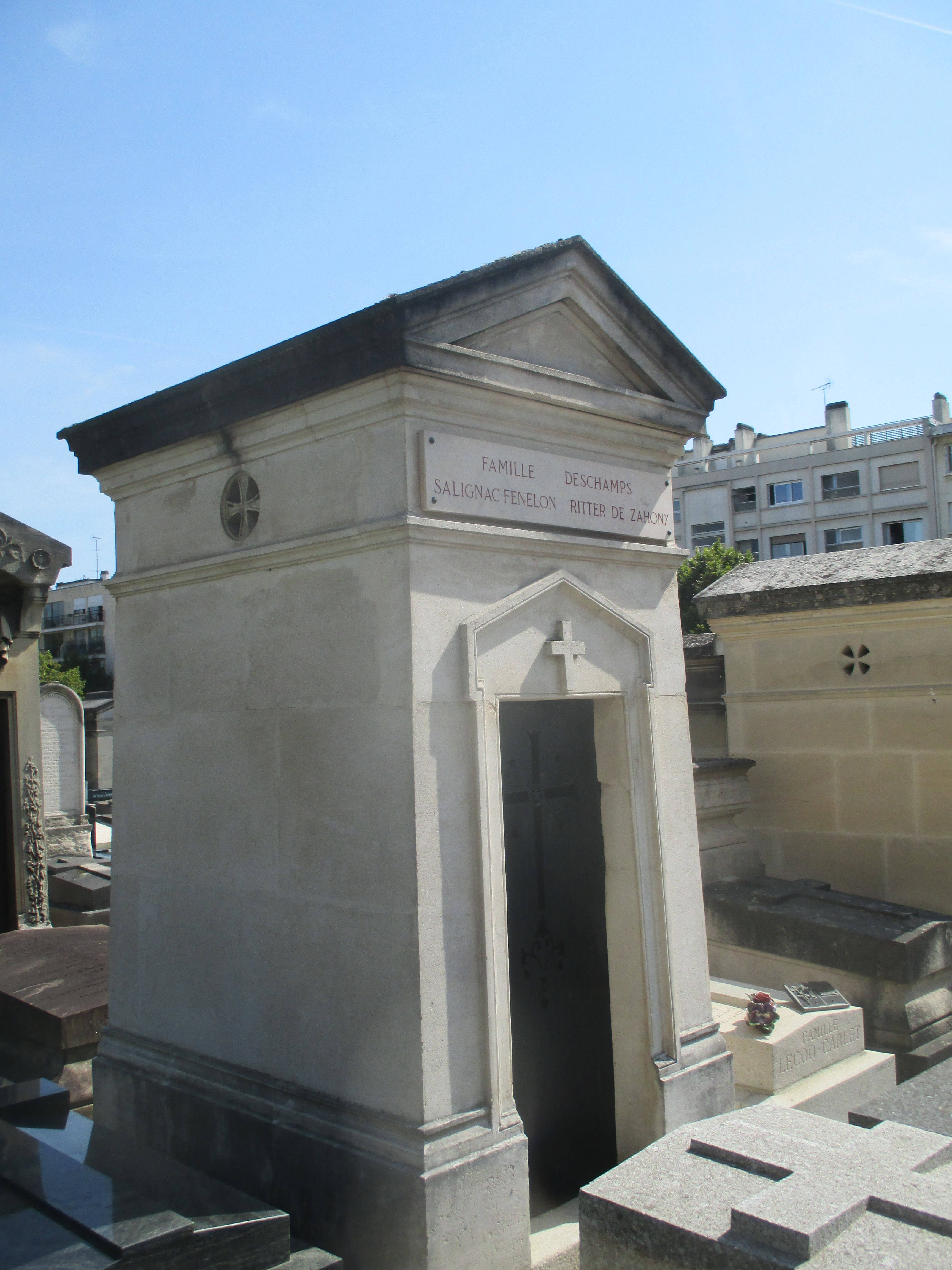
Sépulture de la famille Salignac-Fénelon au cimetière ancien de Neuilly-sur-Seine. La plaque en sa mémoire se trouve à l'intérieur de la chapelle à gauche.